# Светлогорка (посёлок)
Светлогорка — посёлок в Оренбургском районе Оренбургской области. Входит в состав Экспериментального сельсовета

## История
Первое поселение возникло в середине 18 века на месте старого Донгуза. До революции 1917 года была построена церковь, при ней — школа. После Великой Отечественной, из-за экологии, посёлок был перемещен на 2-3 км от прежнего места, по течению реки Донгуз и по трассе Оренбург-Соль-Илецк. 24 ноября 1947 зарегистрирован п. Новая точка.
В 1966 г. Указом Президиума ВС РСФСР посёлок фермы № 2 экспериментального хозяйства переименован в Светлогорка.
24 сентября 2004 года, в соответствии с законом Оренбургской области № 1472/246-III-ОЗ пос. населённый пункт вошёл в образованное сельское муниципальное образование Экспериментальный сельсовет.

## Население
| 2010 |
| ---- |
| 266  |

## Инфраструктура
Сельское хозяйство (животноводство). 

## Транспорт
Проходит федеральная трасса Р-239.